# Christian X's Allé
 Ikke at forveksle med Christian X's Vej.
Christian X's Allé er en vej i Kongens Lyngby, som er opkaldt efter Christian 10.. Vejen starter ved Lyngby Hovedgade og krydses af både Buddingevej og Engelsborgvej, indtil den ender ved Gammel Bagsværdvej ikke langt fra Lyngby Sø.
Gaden havde tidligere heddet Ulrikkenborgvej, hvilket skabte problem da gaden kunne forveksles med Ulrikkenborgallé.
Efter Besættelsen i april 1940 fik en nationalfølelse Lyngby Grundejerforening til at foreslå gaden skulle opkaldes efter Christian 10.
Kommunen behandlede forslaget i august 1940 og mente da at navnet skulle anvendes på en ny vej. 
Året efter ændrede kommunen dog mening så man i juli 1941 bad kongehuset om tilladelse til at opkalde Ulrikkenborgvej efter kongen, og da gav man blandt andet som grund at Christianskirken allerede var opkaldt efter kongen.
Samme måned meddelte kongehuset deres tilladelse og navneskiftet til "Christian den X's Allé" blev effektivt den 1. januar 1942.
I 1954 ændrede man det til det nuværende "Christian X's Allé".
På Lyngby Hovedgade ud for Christian X's Allé stopper Movias buslinjer 184 og 94N, mens buslinjerne 191 og 192 stopper på Buddingevej ud for Christian X's Allé. 
På Christian X's Allé ligger bl.a. bofællesskab for autister, Christianskirken og Engelsborgskolen.
Gade udvikledes i 1930'erne. i 1932–1935 opførtes Den Engelske Haveby med 42 dobbelthuse tegnet af arkitekterne Edgar Rosenstand og Einar Jørgensen.[kilde mangler]
Den danske forfatter Carl Erik Soya boede i Den Engelske Haveby i nummer 100.
Thorstein Thomsen boede i sin barndom i nabobygningen nummer 102 st tv., — det såkaldt "sportshus".
Det er en etageejendom, hvor der på 3. sal blev indrettet gymnastiksal og omklædningsrum.
Komtesse Charlotte af Rosenborg har boet i den engelske haveby i nummer 70 fra 1983.[kilde mangler]